# Берне Сен Мартен
Берне Сен Мартен (фр. Bernay-Saint-Martin) насеље је и општина у западној Француској у региону Поату-Шарант, у департману Приморски Шарант која припада префектури Сен Жан д'Анжели.
По подацима из 2011. године у општини је живело 776 становника, а густина насељености је износила 31,16 становника/km². Општина се простире на површини од 24,9 km². Налази се на средњој надморској висини од 33 метара (максималној 74 m, а минималној 13 m).

## Демографија
| 1962. | 1968. | 1975. | 1982. | 1990. | 1999. | 2011. |
| ----- | ----- | ----- | ----- | ----- | ----- | ----- |
| 641   | 711   | 611   | 608   | 657   | 647   | 776   |

График промене броја становника у току последњих година